# Rule Interchange Format
Das Rule Interchange Format (kurz RIF) ist eine Empfehlung des W3C im Kontext des Semantischen Webs. Regeln werden im Semantischen Web benutzt, um Wissen zu formalisieren. Damit ein Programm mit ihnen umgehen kann, müssen die Regeln in einer genau definierten Regelbeschreibungssprache beschrieben werden. Von diesen Beschreibungssprachen gibt es mehrere, und RIF dient dazu, Regeln aus diesen Sprachen in andere zu übersetzen. Eng mit RIF verbunden sind die Standards OWL und RDF. Die Arbeitskommission für diesen Standard wurde am 7. November 2005 gegründet und das Format am 22. Juni 2010 als Standard verabschiedet.

## Regeln
Computer können logische Schlüsse nur ziehen, indem sie bestimmten Vorgaben folgen. Eine Regel ist ein Konstrukt mit der Struktur „WENN … DANN …“, das eine Folgerung ausdrückt. Die Regeln der Logik erlauben es einem Computer nun, von dem ersten Teil der Regel auf den zweiten Teil zu schließen. Ein Beispiel für eine Regel ist „Wenn B der Bruder von A ist und A eine Frau ist, dann ist A die Schwester von B“. In einer formalen Sprache wird dieser Sachverhalt mit Prädikaten ausgedrückt:
„WENN Bruder(B, A) UND Frau(A) DANN Schwester (A, B)“. Mit diesem Ausdruck haben wir uns aber bereits auf eine Sprache festgelegt. RIF würde nun benutzt werden, um diesen Ausdruck in eine andere Sprache zu übersetzen.

## RIF-Dialekte
Wie bei natürlichen Sprachen gibt es auch bei formalen Sprachen Dialekte.
Der Basic Logic Dialect (RIF-BLD) benutzt Horn-Formeln. Der Production Rule Dialect (RIF-PRD) formalisiert Produktionsregeln. Der Core Dialect (RIF-Core) ist eine gemeinsame Teilmenge von RIF-BLD und RIF-PLD.